# Велики Брат (франшиза)
Велики брат (енгл. Big Brother) је популарни телевизијски ријалити-шоу где, за отприлике три месеца, једна група укућана, чији је број углавном мањи од 15, покушава да превазиђе сва периодична избацивања, у којима публика одлучује ко ће бити избачен, како би дошли до премија на крају програма, резервисаних за финалисте. Прво издање ове емисије је приказано у Холандији, у септембру 1999. године. Име програма потиче од Великог Брата, диктатора из романа „1984“ Џорџа Орвела, који је свеприсутан и има потпуну контролу над својим поданицима.

## Формат продукције
Формат ријалитија је створио Холанђанин Џон де Мол, а детаљно разрадила екипа његове продукцијске куће, „Ендемол“. Емитован је у више од 60 земаља широм света, од чега „Ендемол“, који има и ексклузивно право на производ, има солидне новчане бенефиције.
Програм прати групу људи, која живи у кући изолованој од спољашњег света (сем тамо где то Велики Брат дозволи) под будним оком телевизијских камера, микрофона и милионског гледалишта 100 дана. Камере су укључене непрекидно 24 сата, 7 дана у недељи, а гледаоци имају прилику да прате животе укућана. Укућани су смештени у ад-хок изграђеној кући, без приступа телевизији, радију, телефону, интернету, књигама, новинама, ни било каквом другом облику комуникације. Једини дозвољени контакти са спољним светом су разговори са психолозима програма, или када режија из неког разлога дозволи контакт укућанину, или укућанима, са спољашњим светом.
Једном недељно укућани предлажу два кандидата из својих редова за избацивање из куће, а публика гласањем одлучује кога од њих да елиминише из програма. На тај начин публика постаје Велики Брат. Победник је онај ко после 100 дана преживи сва гласања и остане последњи у кући.
„Велики брат“ је оборио све рекорде гледаности у жанру ријалити програма у земљама у којима се приказивао.

## Основне вредности и правила
- Повратак основним људским нагонима.
- Укућани су потпуно медијски изоловани и не смеју знати шта се догађа у спољашњем свету.
- Укућани немају никакав контакт са рођацима и пријатељима.
- Дванаест изабраних ће покушати наћи заједнички циљ и тако олакшати једни другима испуњавање постављених задатака, као и стећи нове пријатеље (и оне друге).
- Све што се дешава у кући и дворишту снима се 24 часа без цензуре.
- Поступком номиновања и гласања укућани се избацују из куће.
- Победнику следује награда у износу од 100.000 (у једном циклусу од 50.000) евра.

## Велики брат у Србији
У Србији Велики брат се реализује у продукцији српске продукцијске куће Емоушон по лиценци Ендемола. Последња пета регуларна сезона емитовала се у Србији (на Б92 и Првој), Црној Гори (на Првој), Босни и Херцеговини (на ОБН и БН) и Македонији (на Сителу). Раније се емитовао на Пинку, Пинк М, Пинк БХ, А1. Четврта и пета регуларна сезона рађена је у копродукцији са РТЛ телевизијом, која је приказивала емисију у Хрватској.
Досадашњи серијали:
- 2006 — генерална проба (победници су стекли право уласка у први званични серијал): Јелена Провчи и Марко Миљковић;
- 2006 — прва сезона, победник: Иван Љуба;
- 2007 — ВИП, победник: Саша Ћурчић Ђани;
- 2007 — друга сезона, прекинута 29. децембра 2007. због трагичне погибије троје учесника;
- 2008 — ВИП 2, победница: Мирјана Ђуровић Мими;
- 2009 — VIP All Stars, победник: Мирослав Ђуричић Мики;
- 2009 — трећа сезона, победник: Владимир Арсић;
- 2010 — ВИП 4, победник: Милан Марић Шваба
- 2011 — четврта сезона, победник: Маријана Чврљак
- 2013 — ВИП 5, победник: Жарко Стојановић
- 2015 — пета сезона, победник: Дарко Спејко Петковски

## „Велики брат“ у свету
| Земља, регион    | Локални назив Званични сајт                                | Канал емитовања                                               | Победници |
| Африка           |                                                            |                                                               | Сезона 1, 2003: (Замбија) |
| Аргентина        | Gran Hermano                                               | Телефе Канал 4 (Уругвај)                                      | Сезона 1, 2001: Сезона 2, 2001: Сезона 3, 2002-03: Сезона 4, 2007: Сезона 5, 2007: Сезона 6, 2007: Сезона 7, 2009: Ускоро |
| Аустралија       | Званични сајт                                              | TV 2 (Нови Зеланд) (Нови Зеланд)                              | Сезона 1, 2001: Сезона 2, 2002: Сезона 3, 2003: ]] Сезона 4, 2004: Сезона 5, 2005: Сезона 6, 2006: Сезона 7, 2007: Ускоро |
| Белгија          |                                                            | Канал Тве                                                     | Сезона 1, 2000: Сезона 2, 2001: Сезона 3, 2002: Сезона 4, 2003: Сезона 5, 2006: Сезона 6, 2007: Ускоро |
| Бразил           | Big Brother Званични сајт                                  | Globo                                                         | Сезона 1, 2002: Сезона 2, 2002: Сезона 3, 2003: Сезона 4, 2004: Сезона 5, 2005: Сезона 6, 2006: Сезона 7, 2007: Ускоро |
|                  |                                                            |                                                               | Сезона 1, 2007: Ускоро |
| Бугарска         | Званични сајт Архивирано на веб-сајту (29. јануар 2009)    | Нова Телевизија                                               | Сезона 1, 2004-05: Здравко Василев Сезона 2, 2005: Мирослав Атанасов Сезона 3, 2006: Любов Станчева Сезона 4, 2008: Ускоро |
|                  | Званични сајт                                              | Нова Телевизија                                               | Сезона 1, 2006: Константин Славов Сезона 2, 2007: Христина Стефанова Сезона 3, 2007: Ускоро |
| Канада           | Лофт Стори Званични сајт                                   | ТКуС                                                          | Сезона 1, 2003: Сезона 2, 2006: Сезона 3, 2006: |
| Колумбија        |                                                            | Каракол ТВ                                                    | Сезона 1, 2003: |
| Хрватска         | Званични сајт Архивирано на веб-сајту (20. март 2008)      | РТЛ Televizija                                                | Сезона 1, 2004: Саша Ткалчевић Сезона 2, 2005: Хамдија Сеферовић Сезона 3, 2006: Данијел Риманић |
| Чешка            | Званични сајт                                              | ТВ Нова                                                       | Сезона 1, 2005: Давид Шин |
| Данска           |                                                            | ТВ Денмарк                                                    | Сезона 1, 2001: Сезона 2, 2001: Сезона 3, 2003: |
| Еквадор          |                                                            | Екуавиза                                                      | Сезона 1, 2003: |
| Финска           | Званични сајт                                              | СубТВ                                                         | Сезона 1, 2005: Сезона 2, 2006: Сезона 3, 2007: Ускоро |
| Француска        | Лофт Стори                                                 | Метропол 6                                                    | Сезона 1, 2001: Christophe Mercy & Loana Petrucciani Сезона 2, 2002: Karine Delgado & Thomas Saillofest |
|Big Brother Немачка          | Званични сајт                                              | РТЛ РТЛ II Теле 5                                             | Сезона 1, 2000: Сезона 2, 2000: Сезона 3, 2001: Сезона 4, 2003: Сезона 5, 2004-05: Сезона 6, 2005-06: Сезона 7, 2007: Ускоро |
| Грчка            |                                                            | АНТ1                                                          | Сезона 1, 2001: Сезона 2, 2002: Сезона 3, 2003: Сезона 4, 2005: |
| Мађарска         |                                                            | ТВ2                                                           | Сезона 1, 2002: Сезона 2, 2003: |
| Италија          | Званични сајт                                              | Канале 5                                                      | Сезона 1, 2000: Сезона 2, 2001: Сезона 3, 2003: Сезона 4, 2004: Сезона 5, 2004: Сезона 6, 2006: Сезона 7, 2007: Ускоро |
| Мексико          | Званични сајт                                              | Телевиза                                                      | Сезона 1, 2002: Сезона 2, 2003: Сезона 3, 2005: |
| Блиски исток     | الرئيس ()                                                  | МБЦ                                                           | Сезона 1, 2004: Прекинута |
| Холандија        | Званични сајт                                              | Вероника Јорин Талпа                                          | Сезона 1, 1999: Сезона 2, 2000: Сезона 3, 2001: Сезона 4, 2002: Сезона 5, 2005: Сезона 6, 2006: |
| Нигерија         | Званични сајт                                              | М-Нет                                                         | Сезона 1, 2006: |
| Норвешка         | Званични сајт                                              | ТВ Норге                                                      | Сезона 1, 2001: Сезона 2, 2002: Сезона 3, 2003: |
| Пацифик          | Званични сајт                                              | Телесистема (Еквадор) РедТВ (Чиле) АТВ (Перу)                 | Сезона 1, 2005: (Еквадор) |
| Филипини         | Званични сајт                                              | АБС-ЦНН                                                       | Сезона 1, 2005: Сезона 2, 2007: Ускоро |
| Пољска           |                                                            | ТВН                                                           | Сезона 1, 2001: Сезона 2, 2001: Сезона 3, 2002: |
| Португал         |                                                            | ТВ I                                                          | Сезона 1, 2000-01: Сезона 2, 2001: Сезона 3, 2001: Сезона 4, 2003: |
| Румунија         |                                                            | ПримаТВ                                                       | Сезона 1, 2003: Сезона 2, 2004: |
| Русија           | () Званични сајт                                           | ТНТ                                                           | Сезона 1, 2005: |
| Скандинавија     | Big Brother Званичан шведски сај Званичан норвешки сајт    | Канал5 (Шведска) ТВ Норге (Норвешка)                          | Сезона 1, 2005: (Норвешка) Сезона 2, 2006: (Шведска) |
| Србија           | Велики брат Званични сајт                                  | Пинк БХ (Босна и Херцеговина) Пинк М (Црна Гора) Б92 (Србија) | Сезона 1, 2006: Иван Љуба (Србија) Велики брат - познати (Велики брат ВИП), 2007: 5. мај 2007 победио бивши фудбалер Саша Ћурчић. Сезона 2, 2007: Прекинут због смрти троје бивших укућана Велики брат познати 2 победила Мирјана ђуровић Мими Велики брат Вип Ал Старс-победио Мики Ђуричић Сезона 3, 2009: Владимир Арсић - Арса (Србија) |
|                  | Велики брат проба                                          | B92                                                           | Сезона 1, 2006: Јелена Провчи и Марко Миљковић |
| Словачка         |                                                            | ТВ Маркиза                                                    | Сезона 1, 2005: Ричард Ткач |
| Јужна Африка     |                                                            | М-Нет                                                         | Сезона 1, 2001: Сезона 2, 2002: |
| Шпанија          | Gran Hermano Званични сајт                                 | Телекинко                                                     | Сезона 1, 2000: Сезона 2, 2001: Сезона 3, 2002: Сезона 4, 2002-03: Сезона 5, 2003-04: Сезона 6, 2004: Сезона 7, 2005-06: Сезона 8, 2006: Сезона 9, 2007: Сезона 10, 2008-09: Сезона 11, 2009-10: Сезона 12, 2010-11: Сезона 13, 2012: Ускоро                                                                                                |
| Шведска          | Званични сајт                                              | Канал5                                                        | Сезона 1, 2000: Сезона 2, 2002: Сезона 3, 2003: Сезона 4, 2004: |
| Швајцарска       |                                                            | ТВ3                                                           | Сезона 1, 2000: Сезона 2, 2001: |
| Тајланд          | Званични сајт Архивирано на веб-сајту (13. септембар 2008) | ИТВ                                                           | Сезона 1, 2005: Сезона 2, 2006: |
| Велика Британија | Званични сајт                                              | Ченел 4 S4C (Велс)                                            | Сезона 1, 2000: Сезона 2, 2001: Сезона 3, 2002: Сезона 4, 2003: Сезона 5, 2004: Сезона 6, 2005: Сезона 7, 2006: Сезона 8, 2007: Silpa Siti |
| Америка          | Званични сајт                                              | ЦБС Глобал (Канада)                                           | Сезона 1, 2000: Сезона 2, 2001: Сезона 3, 2002: Сезона 4, 2003: Сезона 5, 2004: Сезона 6, 2005: Сезона 7, 2006: Сезона 8, 2007: Сезона 9, 2008: 'Current Season' |